# Juan Soreth
Juan Soreth (Jean Soreth en francés, su idioma materno),(Caen, 1395? - Angers, 25 de julio de 1471) fue un sacerdote y fraile carmelita normando. Es venerado como beato por la Iglesia Católica.

## Biografía
Llegará a ser fraile en el convento carmelita de Caen; hacia el 1438 se doctoró en teología en la Universidad de París y, desde 1440 fue el superior provincial de la orden en Francia. En 1451 fue elegido como 25.º prior general de la Orden del Carmelo y siendo uno de los grandes reformadores, haciendo que se volviera a la estricta observancia de la regla. Visitó en 1452 algunos conventos observantes del sur de Alemania, donde había estado a punto de provocarse un cisma, y aprobó la reforma observando que habían aplicado; a partir del modelo alemán, hizo extender la reforma observando al conjunto de conventos carmelitas, siendo seguida por un número considerable.
Al capítulo general de 1456, en París, se dictaron reglamentos para los conventos reformados, que podían elegir su prior; las visitas las haría el provincial, pero siempre acompañado de un fraile de una comunidad reformada. La actividad exterior de los frailes de los conventos reformados se restringía, y renunciaban a cualquier propiedad y privilegio. Realista, con todo, Soreth mantuvo la regla suavizada para los conventos que decidieran que no podían adoptar la reforma; entendía que, poco a poco, todos los conventos irían adoptándola. 

### Renovación de las constituciones
Para el conjunto de la orden renovó las constituciones de 1362, modificándolas y ampliándolas, regulando el oficio divino, el voto de pobreza, el silencio y la soledad, los estudios de los frailes, el trabajo y las visitas de los superiores; van ser aprobadas en Bruselas en 1462. La reforma, sin embargo, no fue aceptada por todo el mundo y muchos frailes abandonaron la orden en desacuerdo. Para convencerlos, Soreth viajó, siempre a pie, a conventos de Francia, Alemania, Italia e Inglaterra. Para explicar su pensamiento, había escrito Expositio paraenetica in Regulam Carmelitarum (Exposición exhortatoria de la Regla Carmelitana).

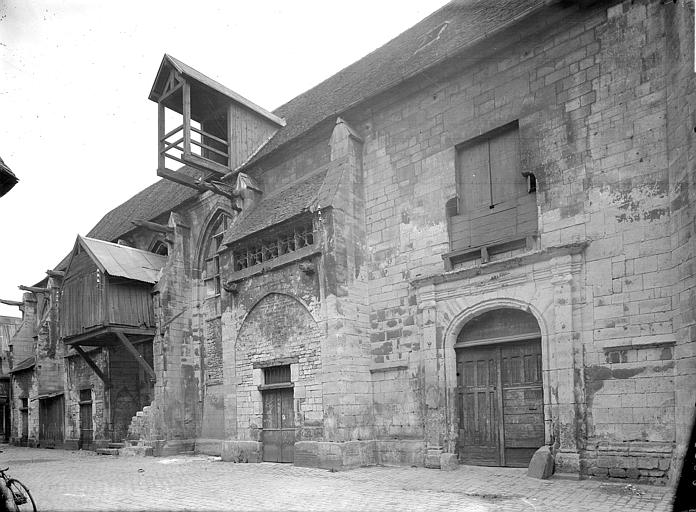
Convento de los carmelitas de Caen, destruido en 1944.

### Segunda orden carmelita
Tuvo un papel importante en la fundación de la segunda orden, el de las monjas carmelitas. En 1452 había recibido a las mujeres que, siendo laicas y sin tomar votos, vivían según la regla carmelita en el convento de Ten Elsen (Güeldres), y les dio la dirección espiritual de los frailes. El 7 de octubre de 1452 oficializó esta afiliación cuando el papa Nicolás V la reconoció en la bula Cum nulla. Igualmente, confió las comunidades de mujeres que, de manera parecida, se habían formado en Florencia, a la orden carmelita, formando así la rama femenina de la orden. En 1455 integró las "hermanas enclaustradas" de Nieukerk, en un proceso similar. Ya como convento carmelita, fundó el primer monasterio de monjas a Dinant, hacia el 1455, a Lieja en 1457 y a Harlem y Huy en 1466. En 1463 se fundó el monasterio de Trois Maries en Bondon (Vannes, Bretaña), y el marzo de 1468, Soreth recibió la aprobación de la orden de la duquesa de Bretaña Francisca de Amboise, posteriormente beatificada. También fundó los monasterios de Namur (1468) y Vilvoorde (1469).

### Tercera orden carmelita
Igualmente, en 1455 redactó una regla para la tercera orden carmelita, laica, para regular algunas de las comunidades que se habían ido formando.
Murió en Angers en 1471, enfermo de cólera. Una tradición, no confirmada, decía que pudo haber sido envenenado por un fraile que no estaba de acuerdo con la reforma de la orden.
Fue beatificado el 3 de mayo de 1866 por Pío IX.